# Impasse Saint-Denis
L'impasse Saint-Denis est une voie piétonne située dans le 2e arrondissement de Paris, en France.

## Situation et accès
L'impasse Saint-Denis est accessible par un porche au niveau du 177, rue Saint-Denis.

## Origine du nom
Elle tient son nom de son voisinage avec la rue Saint-Denis qui est ainsi nommée car c'est la route qui conduit directement du pont au Change à la ville de Saint-Denis, où était située la nécropole des rois de France, et dont elle a pris le nom.

## Historique
La voie existe depuis au moins 1350, mais sous la forme d'une rue : elle est transformée en impasse en 1657.

## Pour approfondir